# هاري ويلسون (لاعب كرة قدم أمريكية)
هاري ويلسون (بالإنجليزية: Harry Wilson)‏ هو لاعب اللاكروس أمريكي، ولد في 6 أغسطس 1902 في مينغو جانكشن في الولايات المتحدة، وتوفي في 26 أكتوبر 1990 في روتشستر في الولايات المتحدة.